# Jean-Baptiste Mathieu
Jean-Baptiste Mathieu   (Bilham, 2 de gener de 1762 - Versalles, 1847) fou un músic francès.
Primer va pertànyer a una banda militar i més tard fou nomenat professor del Conservatori, i ensems era encarregat de l'ensenyança musical a l'Institut de Cecs, pels quals va compondre una òpera, La Ruse d'Avengles.
El 1809 fou cridat a Versalles com a mestre de capella de la catedral, desenvolupà aquesta plaça per espai de trenta anys, i va compondre nombrosos motets i cinc misses solemnes.
També va compondre més de 10.000 lliçons de solfeig i un notable tractat de cant pla. Nouvelle méthode de plain-chant à l'usage de toutes les Eglises (París, 1838).